# Raquel Miller
Raquel Miller (* 15. Februar 1985 in San Francisco) ist eine US-amerikanische Boxerin. Sie wurde 2012 Vizeweltmeisterin in der Gewichtsklasse bis 69 kg Körpergewicht.

## Werdegang
Raquel Miller wuchs in San Francisco in schwierigen sozialen Verhältnissen auf. Als Jugendliche musste sie z. B. mit ansehen, wie Freunde ihrer Straßengang den Kämpfen rivalisierender Gangs zum Opfer fielen und getötet wurden. Trotzdem gelang es ihr, sich mit Hilfe des Sports – sie betrieb in jenen Jahren Leichtathletik, spielte Basketball und Softball – aus diesen Kreisen zu lösen. Im Jahre 2003 begann sie im Alter von 18 Jahren Boxen zu trainieren, musste damit aber bereits nach kurzer Zeit wegen schwerer Knieverletzungen aufhören. Im Jahre 2006 nahm sie das Training wieder auf, konnte dabei allerdings zunächst kein Wettkampfniveau erreichen. Schließlich gelang es ihr aber dennoch, im Boxen Fuß zu fassen. Ab 2008 bestritt sie einige wenige Kämpfe, und im Jahre 2010 gelang ihr ihr erster Sieg in einem Wettkampf. In Ben Bautista fand sie schließlich einen Trainer, der sie zu systematischem Training bewog. Sie gehört dem Champ Nation Boxing Club San Francisco an.
Ab 2011 bestritt sie dann einige wichtige nationale Wettkämpfe, bei denen sie hervorragend abschnitt. Mit diesen guten Ergebnissen hatte sie sich das Anrecht erworben, im Februar 2012 am US-amerikanischen Olympia-Ausscheidungsturnier (Trials) teilzunehmen. Sie startete dabei im Mittelgewicht, der Gewichtsklasse bis 75 kg Körpergewicht. In diesem Turnier verlor sie ihren ersten Kampf gegen die ehemalige Vizeweltmeisterin im Halbschwergewicht Chatiqua Hemingway nach Punkten (10:16), dann siegte sie über Tiffanie Ward nach Punkten (23:12), schlug auch die amtierende Weltmeisterin im Weltergewicht Andrecia Wasson nach Punkten (27:6) und erkämpfte sich mit einem weiteren Punktsieg über Franchon Crews (26:15) das Anrecht, noch einmal gegen Chatiqua Hemingway antreten zu können. Diesen Kampf verlor sie aber ebenfalls nach Punkten (6:21). Die Qualifikation für die Olympischen Spiele 2012 in London hatte sie damit nicht geschafft.
Sie startete dann eine Woche später bei der USA-Meisterschaft im Weltergewicht und gewann mit Siegen über Tamika Palmer (13:4), Tara Weisshaar (29:2) und Danyelle Wolf (10:5) den Titel. Sie wurde daraufhin im April 2012 in dieser Gewichtsklasse bei der Panamerikanischen Meisterschaft in Cornwall/Kanada eingesetzt, wo sie im Halbfinale gegen Myriam da Silva aus Kanada knapp nach Punkten verlor (18:19). Sie gewann damit bei dieser Meisterschaft eine Bronzemedaille, das war die erste Medaille, die sie bei einem internationalen Wettstreit gewann. Im Mai 2012 war sie bei der Weltmeisterschaft im chinesischen Qinhuangdao am Start. Dort überraschte sie die internationale Boxfachwelt mit Siegen über Daena Stephenson, Neuseeland (17:8), Myriam da Silva (+18:18), Bilgehan Karabulut, Türkei (11:5), und Irina Potejewa, Russland (13:10), und stand damit im Endkampf, in dem sie allerdings gegen Marija Badulina aus der Ukraine nach Punkten verlor.
Im Jahre 2013 startete sie bei der USA-Meisterschaft wieder im Mittelgewicht. Sie besiegte dort im Halbfinale Alicia Napoleon nach Punkten (3:0 Richterstimmen), unterlag jedoch im Endkampf gegen Franchon Crews nach Punkten (0:3 Richterstimmen).

Die nunmehr 28-jährige Raquel Miller, deren Boxerkarriere ja praktisch erst drei Jahre alt ist, beabsichtigt, noch bis zu den nächsten Olympischen Spielen im Jahre 2016 aktiv zu bleiben.

## Erfolge
| Jahr | Platz | Wettbewerb                                        | Gewichtsklasse | Ergebnisse |
| 2011 | 1.    | Regional-Golden-Gloves                            | Mittel         | |
| 2011 | 1.    | Dessert-Show-Down-Championships                   | Mittel         | |
| 2011 | 3.    | US-PAL-Championships                              | Mittel         | |
| 2012 | 3.    | US-Olympia-Ausscheidungsturnier (Trials)          | Mittel         | nach Punktniederlage gegen Chatiqua Hemingway (10:16), Punktsiegen über Tiffanie Ward (23:12), Andrecia Wasson (27:6) und Franchon Crews (26:15) und einer Punktniederlage gegen Chatiqua Hemingway (6:21)            |
| 2012 | 1.    | USA-Meisterschaft in Fort Carson                  | Welter         | nach Punktsiegen über Tamika Palmer (13:4), Tara Weisshaar (29:2) und Danyelle Wolf (10:5) |
| 2012 | 3.    | Panamerikanische Meisterschaft in Cornwall/Kanada | Welter         | nach einer Punktniederlage gegen Myriam da Silva, Kanada (18:19) |
| 2012 | 2.    | Weltmeisterschaft in Qinhuangdao                  | Welter         | nach Punktsiegen über Daena Stephensen, Neuseeland (17:8), Myriam da Silva (+18:18), Bilgehan Karabulut, Türkei (11:5), und Irina Potejewa, Russland (13:10), und einer Punktniederlage gegen Maria Badulina, Ukraine |
| 2013 | 2.    | USA-Meisterschaft                                 | Mittel         | nach einem Punktsieg über Alicia Napoleon (3:0 RS) und einer Punktniederlage gegen Franchon Crews (0:3 RS) |

## Erläuterungen
- Weltergewicht, Gewichtsklasse bis 69 kg, Mittelgewicht, bis 75 kg Körpergewicht
- RS = Richterstimmen